# Oxystomina unguiculata
Oxystomina unguiculata är en rundmaskart som beskrevs av Stekhoven 1935. Oxystomina unguiculata ingår i släktet Oxystomina och familjen Oxystominidae. Inga underarter finns listade i Catalogue of Life.